# A Glimpse Inside the Mind of Charles Swan III
A Glimpse Inside the Mind of Charles Swan III es una película de comedia estadounidense de 2012 dirigida por Roman Coppola y protagonizada por Charlie Sheen, Katheryn Winnick, Bill Murray, Jason Schwartzman, Patricia Arquette, Mary Elizabeth Winstead y Fabianne Therese. Fue estrenada en el Festival Internacional de Cine de Roma en 2012 y tuvo un estreno limitado en teatros en los Estados Unidos el 8 de febrero de 2013. Desde su lanzamiento, ha recibido en su mayoría críticas negativas por parte de la prensa especializada.

## Sinopsis
En la década de 1970, el exitoso diseñador gráfico y mujeriego Charles Swan III (Sheen) es abandonado por su novia Ivana (Winnick), algo que derrumba su vida. Él no sabe si la ama, la odia, la quiere de vuelta o nunca quiere volver a verla. Junto con su mejor amigo, Kirby (Schwartzman) y su mánager, Saul (Murray), Charles comienza a sufrir pesadillas, fiebre, sueños de relaciones pasadas y toca fondo mientras intenta recuperarse de la reciente ruptura.

## Reparto
| Actor                   | Personaje        |
| ----------------------- | ---------------- |
| Charlie Sheen           | Charles Swan III |
| Jason Schwartzman       | Kirby Star       |
| Bill Murray             | Saul             |
| Katheryn Winnick        | Ivana            |
| Patricia Arquette       | Izzy             |
| Aubrey Plaza            | Marnie           |
| Mary Elizabeth Winstead | Kate             |
| Dermot Mulroney         | Doctor           |
| Tyne Stecklein          | Penny            |